# Бестужево (Московская область)

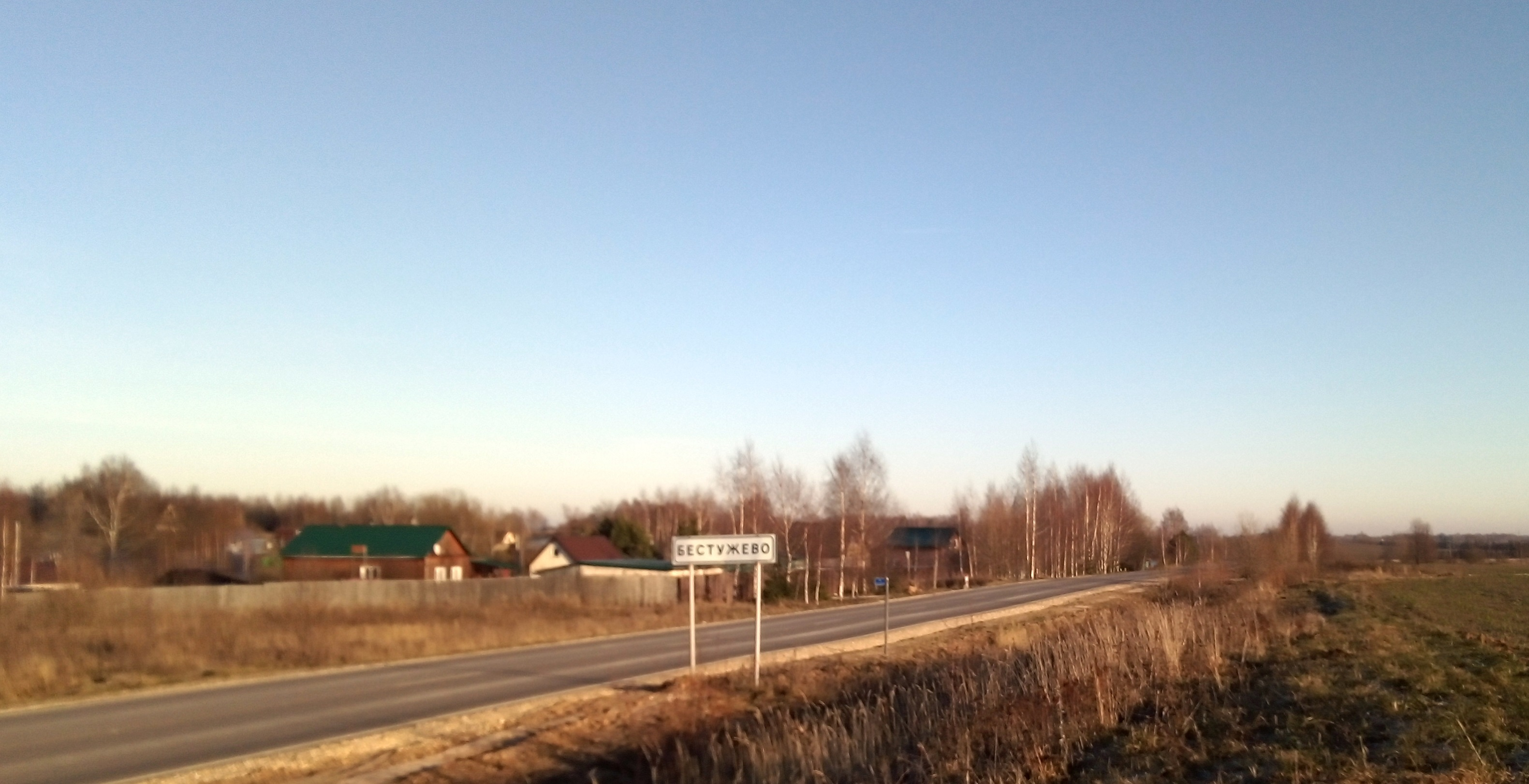
Бестужево.2019.

Бестужево — деревня в Дмитровском районе Московской области, в составе Сельского поселения Большерогачёвское. До 2006 года Бестужево входило в состав Большерогачевского сельского округа.

## Расположение
Деревня расположена на северо-западе района, примерно в 22 км северо-западнее Дмитрова, на безымянном ручье, левом притоке малой речки Муравка, впадающей слева в Левый Нагорный канал (бассейн реки Яхромы), высота центра над уровнем моря 180 м. Ближайшие населённые пункты — Ивановское на западе, Назарово на севере и Телешово на юге.

## Население
| 2002 | 2006 | 2010 |
| ---- | ---- | ---- |
| 9    | ↘1   | ↗3   |